# Kenyapithecus
Kenyapithecus je rod vyhynulých úzkonosých primátů, žijících ve středním miocénu (asi před 14 miliony let) na území dnešní Keni.
Jeho pozůstatky poprvé objevil v roce 1961 paleoantropolog Louis Leakey na lokalitě Fort Ternan u Viktoriina jezera a popsal je pod druhovým jménem Kenyapithecus wickeri. V roce 1967 pak týž autor vyčlenil podle nových objevů z ostrova Maboko další druh Kenyapithecus africanus.
Odborníci si od počátku uvědomovali určitou odlišnost obou nálezů, ale nedostatek fosilií neumožňoval podrobnější srovnání. Až po nálezu dobře zachovaného jedince na lokalitě Kipsaramon v letech 1993 - 1994 bylo zjištěno, že se jeho kostra shoduje s dosud málo kompletními ostatky druhu Kenyapithecus africanus. Proto bylo v roce 1999 navrženo zrušení tohoto druhu a jeho přesunutí do nového rodu Equatorius pod názvem Equatorius africanus. Jediným druhem rodu Kenyapithecus tudíž zůstal jen Kenyapithecus wickeri. Ačkoliv někteří odborníci rody Kenyapithecus a Equatorius považují za synonyma, většina je rozlišuje a pokládá rod Kenyapithecus za mírně pokročilejší.
V roce 1977 byly na lokalitě Paşalar v Turecku nalezeny čelisti a zuby, téměř identické s nálezy druhu Kenyapithecus wickeri. V roce 2008 byly popsány pod novým druhovým jménem Kenyapithecus kizili. Toto rozdělení ovšem dosud není všeobecně přijato, problémem je kromě značné fragmentárnosti nálezů také velká časová i zeměpisná vzdálenost obou druhů.

## Popis
Kenyapithecus byl středně velký primát, dosahující průměrné váhy kolem 30 kg. Jeho podoba je dosud velmi málo známá a o celkové stavbě těla nelze říci téměř nic. Doloženy jsou jen fragmenty čelistí a zubů a pravděpodobně k nim patří i distální část pažní kosti.
Zachycené kosterní ostatky již nesou několik pokročilých znaků. Kenyapithecus měl oproti starším, časně miocenním primátům široké ploché stoličky se silnější sklovinou i robustnější spodní čelist, velké třenové zuby a horní řezáky. Tyto adaptace mu patrně umožnily pojídat tužší stravu - mimo měkkého ovoce také plody s tužší slupkou, semena, hlízy či oddenky.
Většina odborníků předpokládá, že se stále jednalo o čtyřnohého stromového tvora, podobného časně miocenním Proconsulidům, který se ovšem podle morfologie pažní kosti mohl pohybovat nejen v korunách stromů, ale částečně také na zemi.
Předpoklad plně pozemní chůze, je odvozován z kostí končetin, zachycených na ostrově Maboko a přilehlých lokalitách. Jedná se však o materiál, který je většinou badatelů přisuzován druhu Equatorius africanus (původně Kenyapithecus africanus).
Přizpůsobení chrupu a čelistí i částečná pozemní lokomoce souvisí se změnami přírodních podmínek a s vysušováním klimatu během miocénu. Kenyapithecus již pravděpodobně nežil v hustém tropickém lese jako jeho předchůdci, ale v otevřenějších lesních porostech.

## Fylogeneze
Fylogeneze a taxonomie rodu Kenyapithecus je dosud extrémně nejasná i vzhledem k nedostatku fosilního materiálu. Rod Kenyapithecus byl od svého objevu vždy hojně diskutován a stále zůstává kontroverzním, obtížně zařaditelným taxonem. Spojován bývá s různými jinými rody miocenních hominoidů (Dryopithecus, Ramapithecus, Sivapithecus, Griphopithecus).
Podle původní Leakeyho teorie patřil Kenyapithecus již mezi hominidy a byl předkem všech velkých lidoopů, včetně orangutanů, goril, šimpanzů i člověka. Až v 90. letech 20. století se badatelé povětšinou přiklonili k primitivnějšímu původu tohoto rodu.
Kenyapithecus tvoří společně s rody Afropithecus, Equatorius a Griphopithecus jakýsi přechod mezi časně miocenními zástupci čeledi Proconsulidae a velkými lidoopy mladšího miocénu (Dryopithecus, Sivapithecus, aj.). Přesné vztahy složité mozaiky je ovšem velmi nesnadné zachytit a ke konkrétnímu taxonomickému zařazení bude potřeba získat kvalitnější srovnávací materiál. V každém případě tito primáti ukazují na utváření modernější skupiny hominoidů na přelomu staršího a středního miocénu, adaptované na nové podmínky suššího podnebí. Kenyapithecus tudíž mohl být předkem čeledi Hominidae, ale mohl být také slepou vývojovou větví. Ze současného stavu poznání o tom zatím nelze rozhodnout.
Kenyapithecus je významný i tím, že se jedná o jednoho z mála hominioidů, kteří žili ve středním a svrchním miocénu na africkém kontinentu, zatímco v Eurasii probíhal bouřlivý rozvoj této nadčeledi. V současné době nelze spolehlivě rozhodnout, zda se hominoidé vyvíjeli v Africe stejně jako v Evropě, ale v podmínkách, které nebyly vhodné pro vznik a dochování fosilií a nebo zda afričtí hominoidé ve středním miocénu téměř nebo zcela vyhynuli a později byli nahrazeni evropskými formami.
V případě uznání druhu Kenyapithecus kizili z Turecka by byl Kenyapithecus jediným rodem fosilních hominoidů, zachyceným v Africe i v Eurasii a přímo by tak dokládal pohyb mezi kontinenty. Ani to ovšem nepomáhá problematiku jeho fylogeneze objasnit. Turecké nálezy jsou asi o dva miliony let starší než ty africké (z doby před 16 - 16,5 miliony let). Znamená to, že Kenyapithecus může být jedním z afrických hominoidů, kteří přibližně před 17 - 18 miliony lety vycestovali na sever a prostřednictvím svých potomků se hojně rozšířili po Evropě a Asii. Podle některých autorů se však naopak může jednat o druh, vzniklý v Evropě, který se později přesunul zpět do Afriky.